# Édénite
L'édénite ou hornblende édénitique est un minéral silicaté à double chaîne du groupe des amphiboles et de composition chimique générale NaCa2Mg5(Si7Al)O22(OH)2. L'édénite doit son nom à la localité d'Edenville, dans le comté d'Orange, dans l'état de New York, où elle a été décrite pour la première fois en 1831. Le minéralogiste américain Charles Upham Shepard qui l'a décrite a déclaré que le nom était d'usage courant avant 1831. La première analyse chimique de l'édénite semble être celle publiée par Carl Rammelsberg en 1858. Elle est chimiquement similaire à la pargasite (qui contient plus de silicium et moins d’aluminium).

## Gîtologie
L'édénite a été trouvée principalement dans des roches métamorphiques, présente dans des inclusions d'autres minéraux riches en magnésium au sein d'une formation de marbre ou avec des lherzolites riches en grenat provenant des profondeurs de la croûte terrestre,. Ainsi, la découverte d'édénite est un indicateur de métamorphisme à haute température des roches environnantes. Dans la localité type, elle est associée à la titanite, aux micas et à la chondrodite.

## Usage et importance
Bien que l'on n'ait pas trouvé des applications commerciales ou industrielles pour l'édénite, elle fait l'objet de nombreuses recherches en raison de ses propriétés de substitution chimique uniques. Les études sur les amphiboles ont montré qu'elle est particulièrement adaptée pour intégrer les anions de chlorure dans sa structure chimique et demeure de ce fait un bon candidat pour une utilisation dans le fractionnement isotopique du chlore dans les roches contenant des amphiboles. De nombreuses variantes synthétiques de l'édénite sont également utilisées dans la recherche géochimique pour produire un analogue du bore de la fluoroédénite. 

## Structure
L'édénite cristalise dans le système cristallin monoclinique et appartient à la classe cristalline 2/m (groupe spatial C2/m). Sa forme cristalline est donc symétrique autour d'un double axe de rotation qui est ensuite réfléchi sur un plan miroir perpendiculaire au grand axe du minéral. 
L'édénite pure est instable et introuvable à l'état naturel ou synthétique. Les éléments fer et fluor aident à stabiliser sa structure, ce qui signifie que les échantillons naturels d'édénite contiennent toujours ces éléments, mais pas nécessairement en quantités suffisantes pour les classer dans des sous-catégories spécifiques. Cette réalité complexifie l'identification correcte des spécimens d'édénite et remet en question certaines des hypothèses courantes utilisées lors de leur analyse.

## Propriétés optiques
L'édénite est un minéral biaxe positif. Examinée en coupe mince en microscopie en lumière polarisée, elle apparait blanc-gris avec un pléochroïsme donnant du vert pâle. Sous les polariseurs croisés, ses couleurs d'interférence vont du gris de premier ordre au bleu de premier ordre.